# Otto Jahn
Otto Jahn (Quiel, 16 de junho de 1813 – Göttingen, 9 de setembro de 1869) foi um arqueólogo, filólogo e crítico de arte da Alemanha.

## Vida
Otto Jahn foi filho do advogado Jakob Jahn e, pelo lado materno, neto do professor de direito Adolf Friedrich Trendelenburg. Em 1830 seu pai o envia para famosa escola regional Pforta (Landesschule Pforta), onde o mesmo se apaixona pelos estudos de filologia clássica.
Após a conclusão dos seus estudos universitários na Universidade de Quiel (Christian-Albrechts-Universität zu Kiel), na Universidade de Leipzig e na Universidade Humboldt, de Berlim, viajou por três anos pela França e Itália. Em 1839 tornou-se professor em Quiel, e em 1842 professor extraordinário da arqueologia e filologia da Universidade de Greifswald, passando a professor ordinário em 1845.
Em 1847 aceitou a cadeira de arqueologia em Leipzig, mas foi afastado em 1851 por ter tomado parte nos movimentos políticos de 1848–1849. Em 1855 foi nomeado professor de Filologia e Arqueologia na Universidade de Bonn, e diretor do museu de arte acadêmica em Bonn. Em 1865 foi chamado para suceder Eduard Gerhard em Berlim.
Seus mais importantes alunos na Universidade foram Theodor Mommsen (em Greifswald, 1839–1842) e Ulrich von Wilamowitz-Moellendorff (em Bonn, 1867–1869).

## Obras
Sua biografia de Wolfgang Amadeus Mozart surgiu em 1856, no centenário do nascimento de Mozart. O trabalho é admirado por sua abordagem acadêmica numa época em que eram a regra as biografias romantizadas. Revisada por Hermann Abert e Cliff Eisen, a obra continua uma referência. 
Outras de suas publicações incluem:
- Arqueologia:
  - Palamedes (1836)
  - Telephos u. Troilos (1841)
  - Die Gemälde des Polygnot (1841)
  - Pentheus u. die Mänaden (1841)
  - Paris u. Oinone (1844)
  - Die hellenische Kunst (1846)

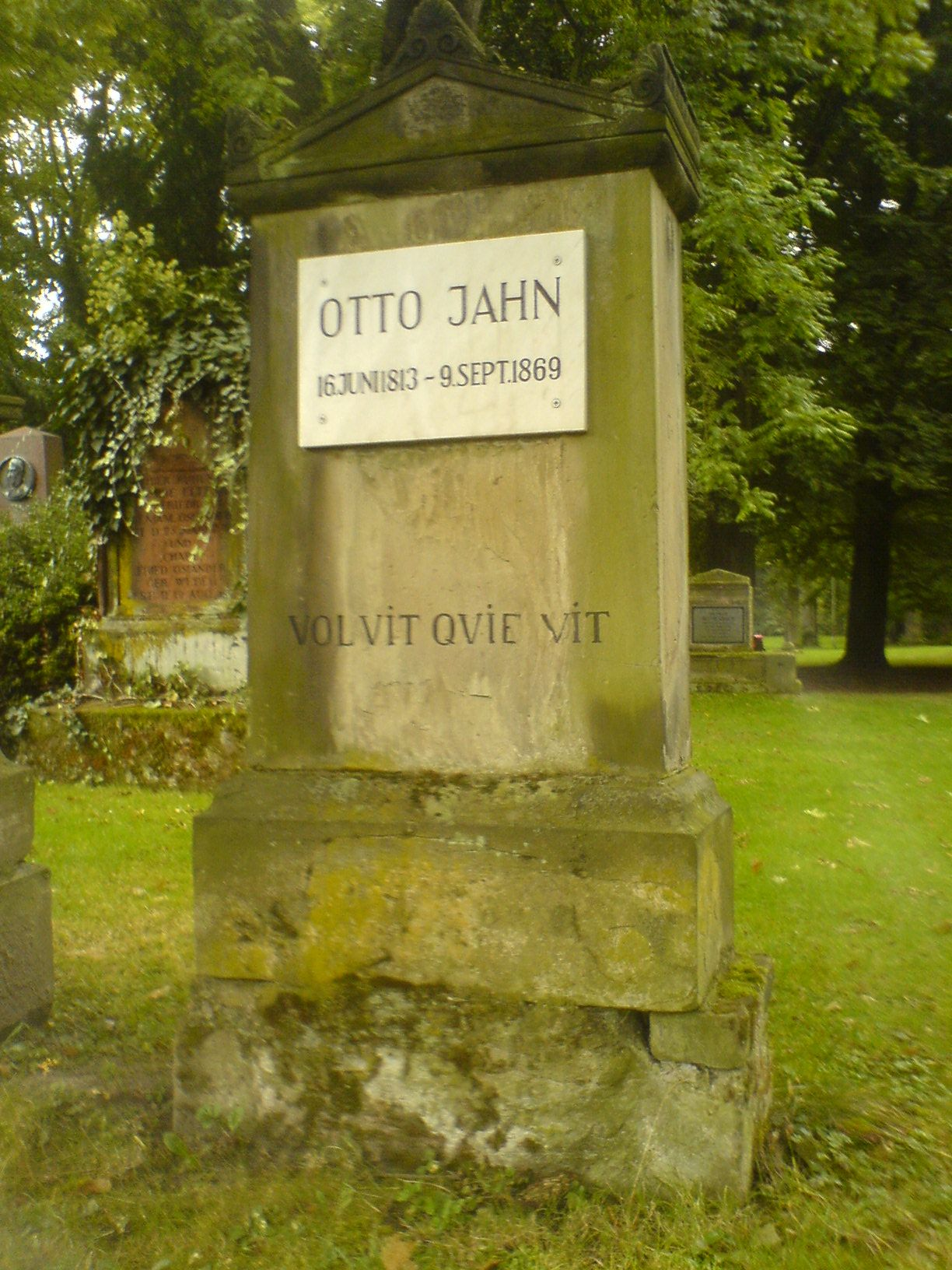
Sepultura no Albani-Friedhof

  - Peitho, die Göttin der Überredung (1847)
  - Über einige Darstellungen des Paris-Urteils (1849)
  - Die Ficoronische Cista (1852)
  - Pausaniae descriptio arcis Athenarum (3rd ed., 1901)
  - Darstellungen griechischer Dichter auf Vasenbildern (1861)

- Filologia:
  - Edições críticas de Juvenal, Persius, Sulpicia, Censorinus, Florus, Cícero, Lívio, Apuleio e Longinus

- Biografia e estética:
  - Ueber Mendelssohn's Paulus (1842)
  - Biographie Mozarts
  - Ludwig Uhland (1863)
  - Gesammelte Aufsatze über Musik (1866)
  - Biographische Aufsatze (1866).